# Olubayo Adefemi
Olubayo Adefemi, född den 13 augusti 1985 i Lagos, Nigeria, död 18 april 2011 i Kavala, Grekland, var en nigeriansk fotbollsspelare. Vid fotbollsturneringen under OS 2008 i Peking deltog han det nigerianska U23-laget som tog silver.